# Provincia di Djelfa
La provincia di Djelfa (in arabo ولاية الجلفة) è una provincia dell'Algeria. Prende il nome dal suo capoluogo Djelfa. In questa provincia si trovano le città di Tadmit, El Khemis e Selmana.

## Popolazione
La provincia conta 1.092.184 abitanti, di cui 562.207 di genere maschile e 529.977 di genere femminile, con un tasso di crescita dal 1998 al 2008 del 3.3%.

## Geografia antropica

### Suddivisioni amministrative
La provincia fu istituita nel 1974, ed è suddivisa in 12 distretti e 36 comuni (municipalità).
La provincia è suddivisa in 14 distretti:

I. Distretto di Aïn El Bell • II. Distretto di Aïn Oussara • III. Distretto di Birine • IV. Distretto di Charef • V. Distretto di Dar Chioukh • VI Distretto di Djelfa • VII Distretto di El Idrissia • VIII. Distretto di Faidh El Botma • IX. Distretto di Had-Sahary • X Distretto di Hassi Bahbah • XI Distretto di Messaad • XII Distretto di Sidi Ladjel

Nella tabella sono riportati i comuni della provincia, suddivisi per distretto di appartenenza.
| Distretto                   | Comuni                                               |
| --------------------------- | ---------------------------------------------------- |
| Distretto di Aïn El Bell    | Aïn El Ibel · Moudjebara · Tadmit · Zaccar ·         |
| Distretto di Aïn Oussara    | Aïn Oussara · Guernini                               |
| Distretto di Birine         | Birine · Benhar                                      |
| Distretto di Charef         | Charef · El Guedid · Benyagoub                       |
| Distretto di Dar Chioukh    | Dar Chioukh · M'Liliha · Sidi Baizid                 |
| Distretto di Djelfa         | Djelfa                                               |
| Distretto di El Idrissia    | El Idrissia · Douis · Aïn Chouhada                   |
| Distretto di Faidh El Botma | Faidh El Botma · Amourah · Oum Ladham                |
| Distretto di Had-Sahary     | Had-Sahary · Bouirat Lahdeb · Aïn Feka               |
| Distretto di Hassi Bahbah   | Hassi Bahbah · Zaafrane · Hassi El Euch · Aïn Maabed |
| Distretto di Messaâd        | Messaâd · Deldoul · Selmana · Sed Rahal · Guettara   |
| Distretto di Sidi Ladjel    | Sidi Ladjel · El Khemis · Hassi Fedoul               |